# Prefektura Nagasaki

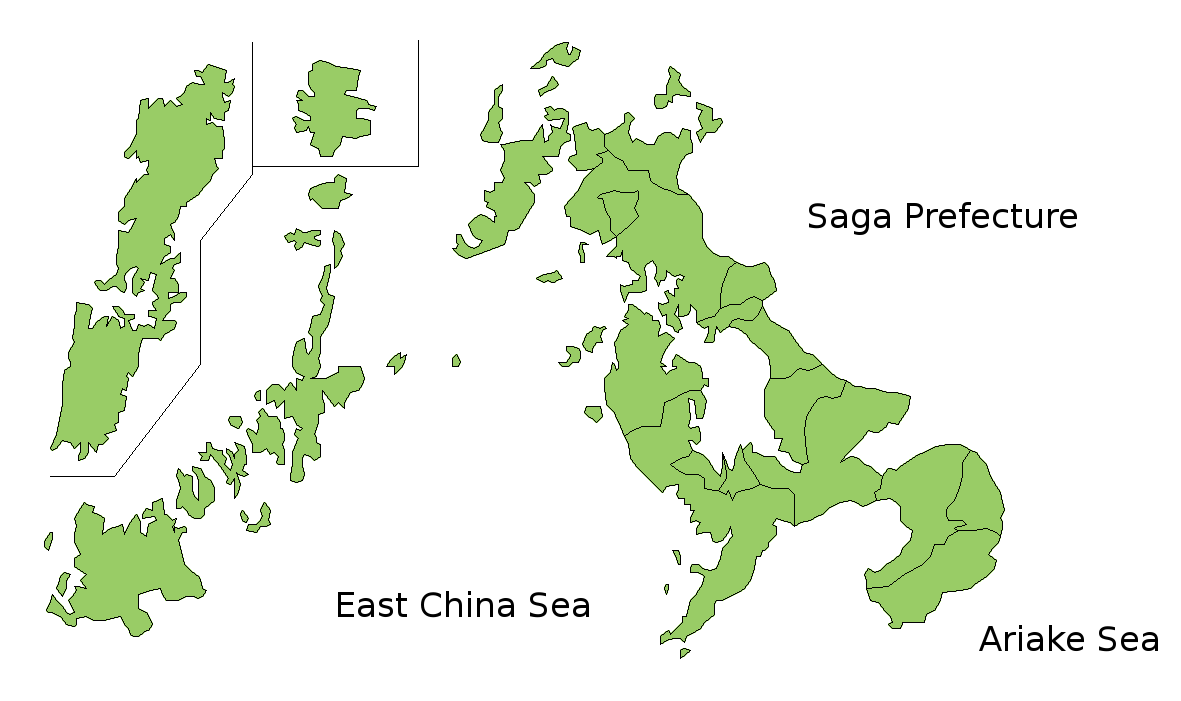
Mapa prefektury Nagasaki

Prefektura Nagasaki (japonsky 長崎県, Nagasaki-ken) je jednou ze 47 prefektur Japonska. Nachází se na ostrově Kjúšú. Hlavním městem je Nagasaki.
Prefektura má rozlohu 4 094,04 km² a k 1. října 2005 měla 1 478 630 obyvatel.

## Historie
Prefektura Nagasaki vznikla spojením dřívějších provincií Hizen, Cušima a Iki.

## Geografie
Prefektura Nagasaki sousedí na východě s prefekturou Saga a z ostatních stran je obklopena mořem. Součástí prefektury je velké množství ostrovů, mezi něž patří např. Cušima a Iki.

### Města
V prefektuře Nagasaki je 13 velkých měst (市, ši):
| - Cušima (対馬) - Gotó (五島) - Hirado (平戸) - Iki (壱岐) - Isahaja (諫早) | - Macuura (松浦) - Minamišimabara (南島原) - Nagasaki (長崎 hlavní město) - Ómura (大村) | - Saikai (西海) - Sasebo (佐世保) - Šimabara (島原) - Unzen (雲仙) |

## Zajímavosti
Nagasaki je prefektura s největším podílem křesťanů v Japonsku. V roce 2002 se ke katolické církvi hlásilo 68 617 lidí, což představovalo 4,52 % obyvatel prefektury. Zdejší skrytá křesťanská místa regionu Nagasaki byla v roce 2018 zapsána na seznam světového kulturního dědictví UNESCO.